# Expressset

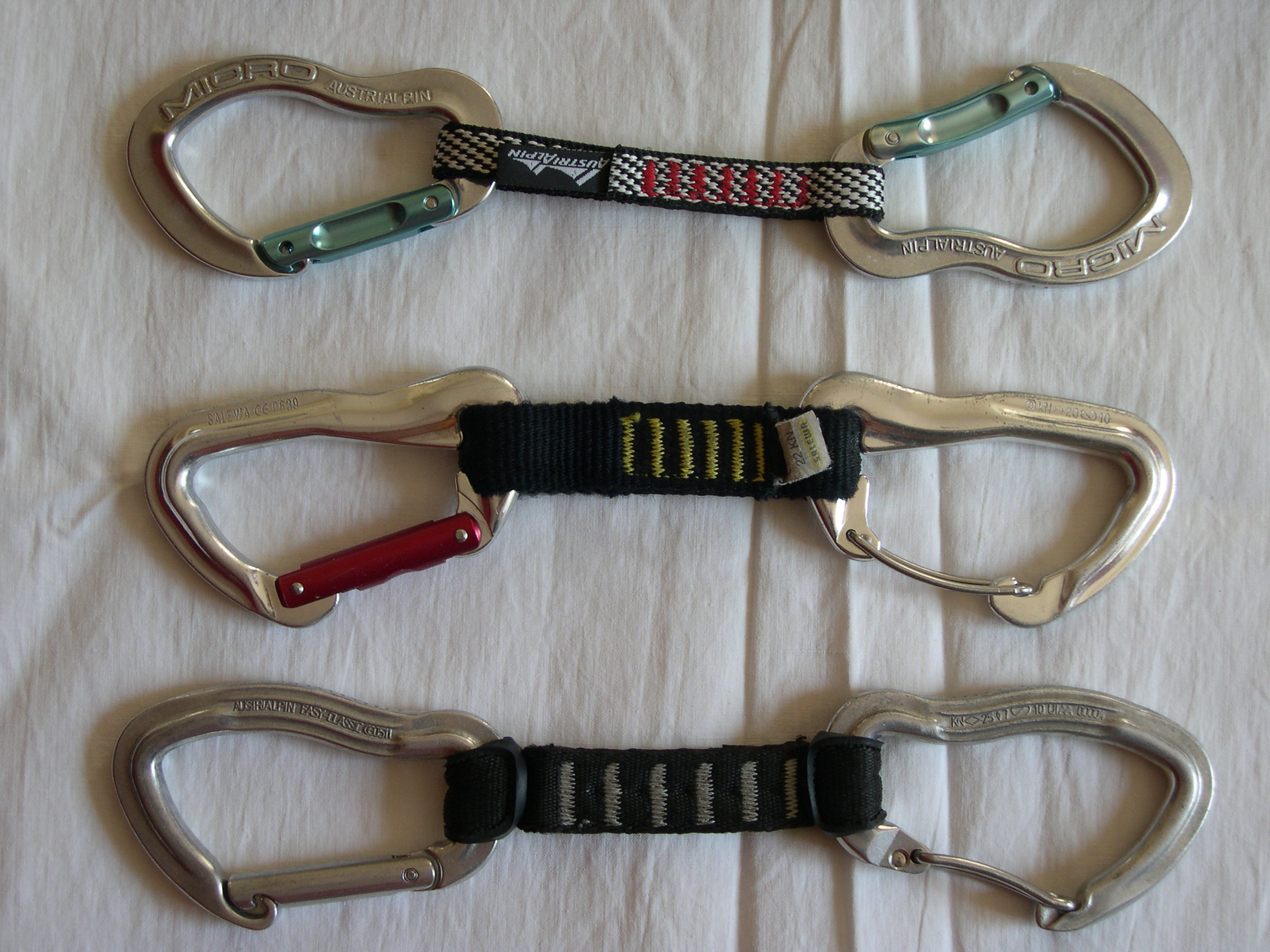
Unterschiedliche Expresssets

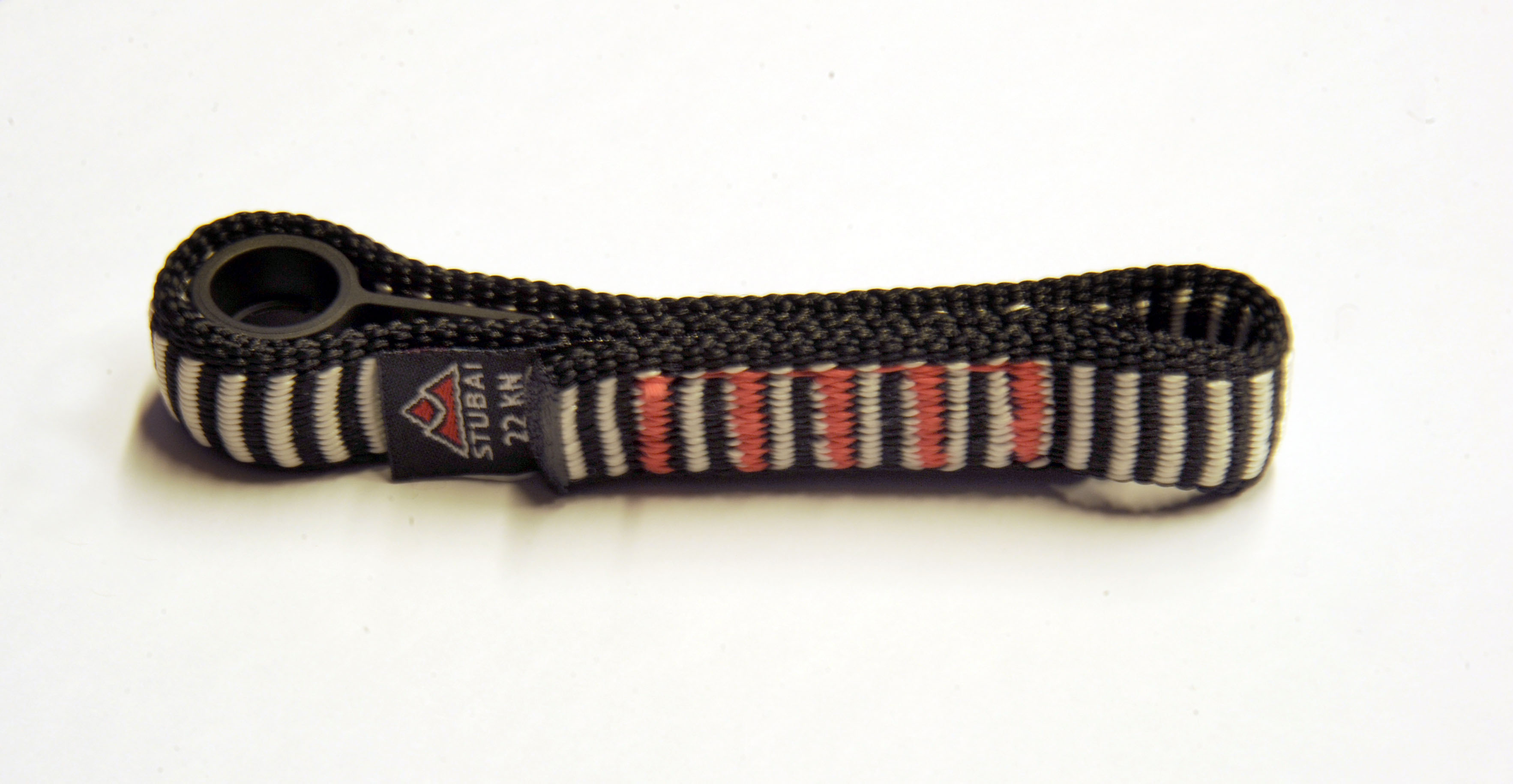
Vernähte Bandschlinge für Expressset; links das Auge mit Gummifixierung für den Seilkarabiner, rechts das flexiblere Auge für den bergseitigen Karabiner

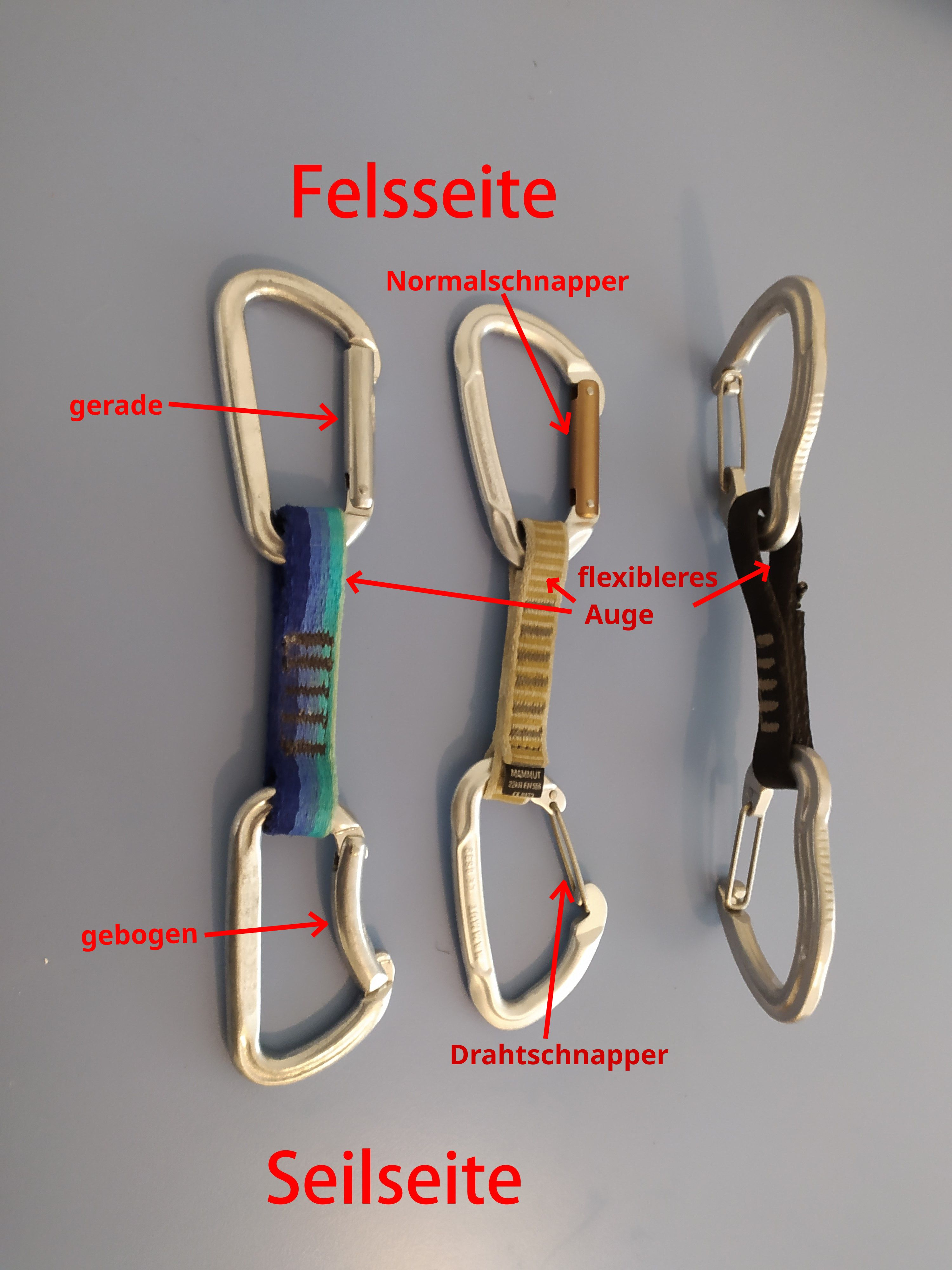
Fels- und Seilseite von verschiedenen Expresssets

Das Expressset (kurz Exe genannt, umgangssprachlich auch Expressschlinge) ist ein Sicherungsmittel, das beim Klettern eingesetzt wird. Es besteht aus zwei Normalkarabinern, die durch eine vernähte Bandschlinge miteinander verbunden sind. Die wichtigste Anwendung ist das Anlegen einer flexiblen Verbindung zwischen dem Seil und einem Fixpunkt, vor allem einer Zwischensicherung.

## Funktion
Ein wesentlicher Vorteil von Expresssets gegenüber einem einzelnen Karabiner ist, dass die Bewegungen des Seiles durch die Schlinge und das Gewicht der Karabiner gedämpft und weniger auf den Sicherungspunkt übertragen werden. Das ist bei einem sensibel gelegten Klemmkeil oder einer Zackenschlinge besonders wichtig, da diese nur in vorgesehenen Richtungen belastet werden dürfen und durch Bewegung herausgehebelt werden können.
Ein Vorteil, der auch im modernen Sportklettern mit Bohrhaken zum Tragen kommt, ist die Verkürzung des Seilverlaufs. Das Seil hat auch einen größeren Abstand zur Wand, wodurch es weniger Reibung erfährt, der Kletterer somit weniger Seilzug verspürt und das Seil leichter nachziehen kann.
Gegenüber einer Verbindung von Fixpunkt und Karabiner mittels Bandschlinge hat das Expressset den Vorteil der schnellen und einfachen Anwendung.

## Konstruktion
Expresssets bestehen zumeist aus zwei Aluminium-Schnappkarabinern und einer Bandschlinge aus Polyamid, Polyethylen (Dyneema), Polyester oder entsprechenden Mischgeweben, die die beiden Karabiner verbindet. Die Länge der verbindenden Schlinge beträgt beim Sportklettern meist zumindest 10 cm, es werden jedoch auch deutlich längere Exemplare angeboten.
Die Schlingen für Expresssets haben heutzutage meist eine größere und eine kleinere Schlaufe. Die größere Schlaufe wird mit dem bergseitigen Karabiner, die kleinere Schlaufe mit dem seilseitigen Karabiner verwendet. 
Oft wird der seilseitige Karabiner zusätzlich mit einer Gummihülle oder Gummieinlage an der Schlaufe fixiert.
Die größere Öffnung für den bergseitigen Karabiner gewährleistet die Flexibilität des Expresssets. Die enge Schlaufe und die Gummi-Fixierung erleichtern das Einhängen des Seils und verhindern ein Verdrehen des Karabiners und somit im Falle eines Sturzes eine gefährliche Querbelastung des Karabiners.
Es wurde in der Vergangenheit diskutiert, ob diese Fixierung auch am felsseitigen Karabiner sinnvoll ist. Die Sicherheitsforschung der Alpenvereine empfiehlt jedoch nunmehr, den wandseitigen Karabiner nicht zu fixieren. Im Gegenteil sollte ein möglichst lockeres Auge benutzt werden, um ein mögliches Verkanten des Karabiners im Bohrhaken und daraus resultierende ungünstige Quer- und Biegebelastungen zu verhindern, die zu einem Bruch des Karabiners führen können.
Die Schnapper der Normalkarabiner können massiv sein oder aus Federdraht bestehen, die massiven wiederum sind gerade oder gebogen. Massive gerade Schnapper werden am bergseitigen Karabiner eingesetzt, gebogene Schnapper seilseitig, sie verbessern die Handhabung beim Clippen des Seils. Drahtschnapper haben eine geringere Massenträgheit und verringern die Wahrscheinlichkeit, dass sich der Karabiner beim Anschlagen an die Wand für einen Sekundenbruchteil öffnet.
Die Schnapperöffnungen der Karabiner können dabei in die gleiche oder in entgegengesetzte Richtungen zeigen. Gebräuchlich ist, sie in gleicher Richtung an die Schlinge zu bauen und von der weiterführenden Kletterroute weg zeigen zu lassen.

## Sicherheit
Beim Klettern sind sowohl die Reißfestigkeit der Bandschlinge als auch die Bruchfestigkeit der Karabinerhaken lebenswichtig.
Die für die Schlingen der Expresssets gültige Norm ist die EN 566. Sie schreibt vor, dass die Schlingen mindestens 22 kN Bruchkraft aufweisen (bei normierter Testausführung), ihr Herstellungsjahr angegeben sein muss, und dass sich die sichtbaren Nähte farblich vom Bandmaterial abheben müssen.
Die Karabiner sind überwiegend Normalkarabiner (Typ B) nach EN 12275 mit einer Mindestbruchkraft von 20 kN (längs) bzw. 7 kN (quer oder offener Schnapper).
Die Reißfestigkeit der Schlingen sinkt mit zunehmendem Alter, aktuelle Versuche zeigen insbesondere bei Dyneema-Material ein Absinken der Bruchfestigkeit auf 13–15 kN nach 3–5 Jahren Gebrauch. Ältere Untersuchungen zeigten bereits einen klaren Zusammenhang zwischen dem Aussehen und der Reißfestigkeit. Zerfledderte, ausgefranste oder gar angerissene Expresssetschlingen halten weniger. 
Expresssets sollten als Teil der Persönlichen Schutzausrüstung regelmäßig inspiziert werden. Bei wöchentlichem oder häufigerem Gebrauch sollten sie ungefähr alle fünf Jahre und bei seltenerem Gebrauch alle sieben bis zehn Jahre ausgewechselt werden. Außerdem sollten die Schlingen der Expresssets ausgewechselt werden,
- wenn die Nähte verschlissen sind,
- wenn die Schlinge Kontakt mit Säuren hatte (Unfälle mit Schwefelsäureeinfluß z. B. aus Batterien sind bekannt),
- wenn die Schlinge angerissen ist,
- oder wenn die Schlinge keine CE-Kennzeichnung besitzt.[13]

## Anwendung

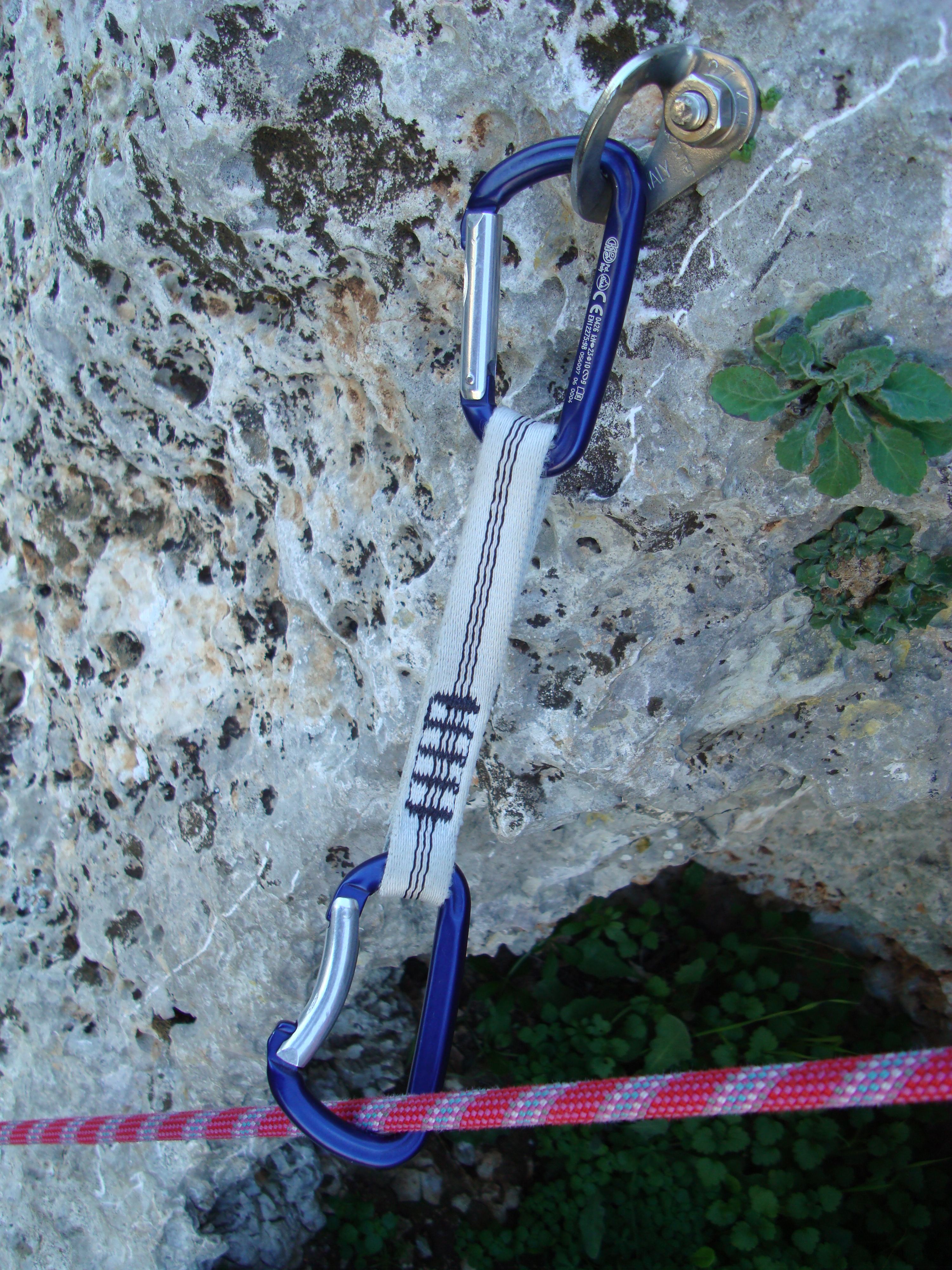
Eine mit einem Expressset eingehängte Zwischensicherung

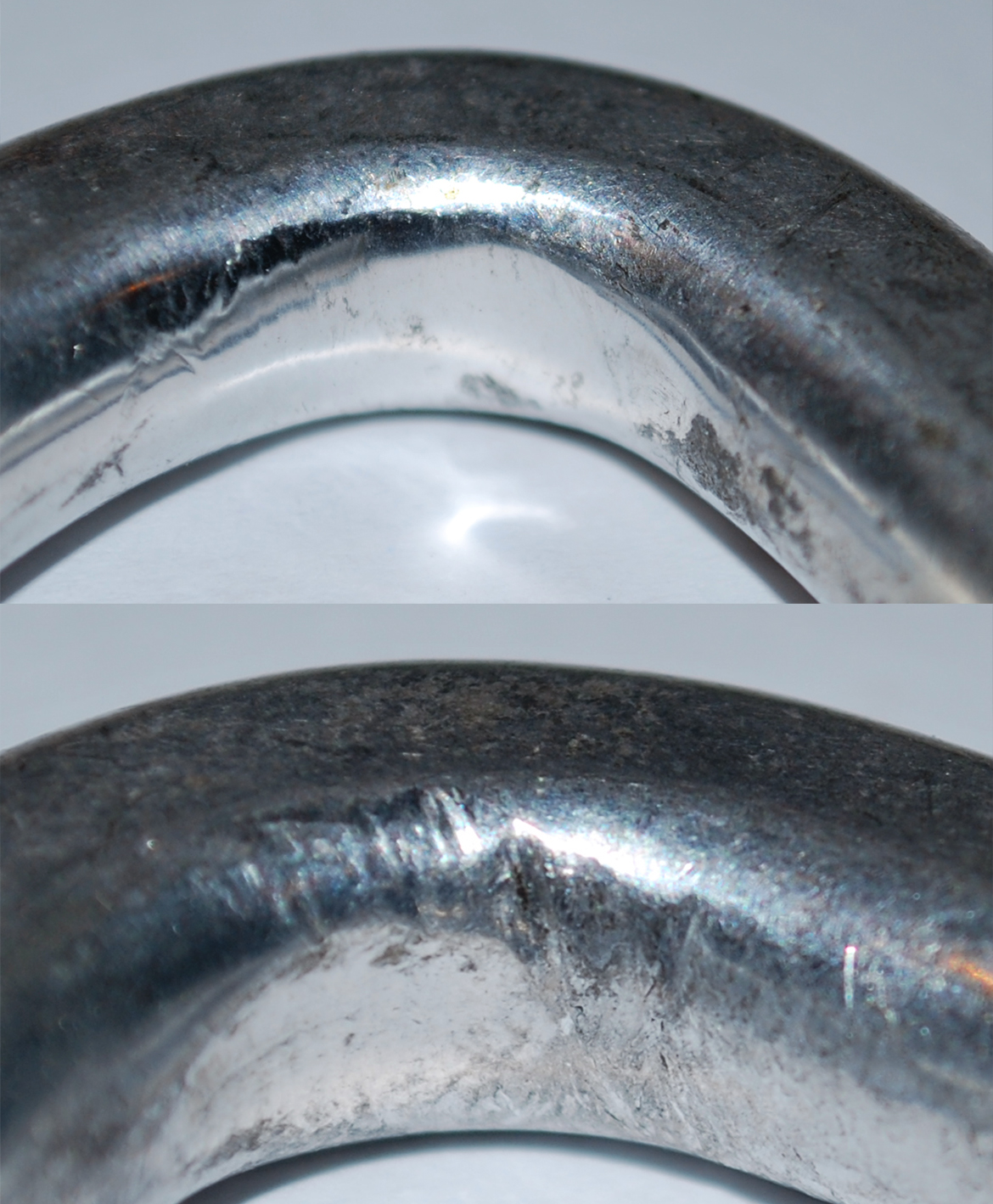
Karabinerabnutzung an einem Expressset: Oben seilseitige Abschleifung, unten hakenseitig mit potentiell seilgefährdenden Riefen

Ein Kletterer im Vorstieg führt die notwendige Anzahl an Expresssets an den Materialschlaufen seines Klettergurtes mit sich. Der Karabiner eines Expresssets wird bei jeder Zwischensicherung mit dem geraden Schnapper in den Haken (oder andere Fixpunkte) eingehängt und das Seil durch den Karabiner mit dem gebogenen Schnapper geführt. Dies sollte stetig so beibehalten werden, da scharfkantige Haken Riefen im Metall der Karabiner hinterlassen können. Solche Beschädigungen beeinträchtigen zwar nicht die Festigkeit des Karabiners, würden jedoch ein eventuell durch ihn laufendes Seil beschädigen. Um die Wahrscheinlichkeit eines versehentlichen Aushängens zu verringern, wird das Seil dabei stets von der Wand ausgehend nach außen durch den Karabiner geführt. Aus dem gleichen Grund sollte die Schlinge so eingehängt werden, dass die Öffnung der Schnapper der Kletterrichtung entgegenweist.
Oft werden Expresssets mit verschieden langen Schlingen verwendet. Längere Schlingen führen zwar zu einer gewissen Verlängerung der Sturzstrecke, bieten jedoch die Möglichkeit, auch bei ungünstig platzierten Zwischensicherungen einen geraden Seilverlauf zu gewährleisten und übertragen weniger Seilbewegung auf den Fixpunkt, was insbesondere im alpinen Gelände häufig notwendig ist.
Während sie zumeist nach dem Klettern wieder entfernt werden, ist es bei besonders schwierigen Routen auch üblich, die Expresssets längere Zeit (auch zur Verwendung durch andere Kletterer) zu belassen (Pinkpoint). In Kletterhallen sind Expresssets meist dauerhaft an der Wand angebracht, wobei ein Schraubkettenglied den wandseitigen Karabiner ersetzt.
Abseits von ihrem üblichen Verwendungszweck werden Expresssets auch für andere Zwecke gebraucht. Beispielsweise eignen sie sich zum Bau einer Gardaschlinge, finden aber auch etwa beim Standplatzbau Verwendung.

## Geschichte
Die Erfindung des Expresssets im heutigen Sinne wird dem amerikanischen Kletterer Jim Erickson zugeschrieben. Lange Zeit war es üblich, entweder einzelne Karabiner einzuhängen oder Bandschlingen zu verwenden, die nur in der Länge von 8 Fuß (2,4 m) erhältlich waren. Erickson erkannte bereits in den 1960er-Jahren die Vorteile einer kurzen Verbindung zweier Karabiner im modernen Sportklettern und verwendete improvisierte Expressschlingen. Im Januar 1972 fertigte er schließlich vier vorgefertigte 9 Inch (23 cm) lange Expresssets an, die sich bald durchzusetzen begannen. Es gibt jedoch auch Berichte von der Verwendung ähnlicher Konstruktionen im Yosemite Valley durch andere Kletterer bereits um 1970.